# Morgan Eva GT
Morgan Eva GT — автомобиль класса Gran Turismo, разработанный британской компанией Morgan Motor Company.

## Описание
Впервые автомобиль Morgan Eva GT был продемонстрирован в 2010 году на выставке Pebble Beach Concours d'Elegance в Калифорнии. Автомобиль был оснащён рядным шестицилиндровым двигателем BMW N54 мощностью 225 кВт (302 л. с.) с двойным турбонаддувом. Нормы выбросов — Евро-6. В официальном пресс-релизе автомобиля отмечалось, что заявленный расход топлива составил 40 миль на галлон. Коробка передач — шестиступенчатая автоматическая или же шестиступенчатая механическая. Привод — задний. Ожидаемая масса составила 1250 кг, ожидаемый разгон от 0 до 60 миль в час (97 км/ч) — 4,5 секунды, а максимальная скорость — 274 км/ч. Название Eva GT автомобиль получил в честь дочери Чарльза Моргана Евы.
Ожидалось, что автомобиль Morgan Eva GT будет стоить от 70000 до 85000 фунтов стерлингов. Депозиты были приняты изначально для поставки в 2012 году. Но в 2012 году компания объявила о переносе поставок на 2014 год в связи с использованием технологии магниевых сплавов. В компании сообщили, что на такое развитие было потрачено 1,4 млн фунтов стерлингов.
В начале 2013 года дилеры подтвердили, что выпуск модели был отменён. Депозиты клиента в размере 5000 фунтов стерлингов были возвращены по запросу или использованы для покупки другой модели.